# Ilan Zeiger
Ilan Zeiger, conosciuto anche come Ilan Zohar (in ebraico אילן זייגר‎?; 18 luglio 1939 – 19 febbraio 2017), è stato un cestista israeliano.

## Carriera
Con Israele ha partecipato a quattro edizioni dei Campionati europei (1963, 1965, 1967, 1969).

## Palmarès
- Campionato israeliano: 4

Hapoel Tel Aviv: 1959-1960, 1960-1961, 1964-1965, 1965-1966
- Coppa di Israele: 1

Hapoel Tel Aviv: 1961-1962